# Финкенштайн-ам-Факер-Зе
Финкенштайн-ам-Факер-Зе (нем. Finkenstein am Faaker See, словен. Bekštanj или Malošče) — ярмарочная коммуна (нем. Marktgemeinde) в Австрии, в федеральной земле Каринтия.
Входит в состав округа Филлах. Население составляет 8241 человек (на 31 декабря 2005 года). Занимает площадь 102 км². Официальный код — 2 07 11.

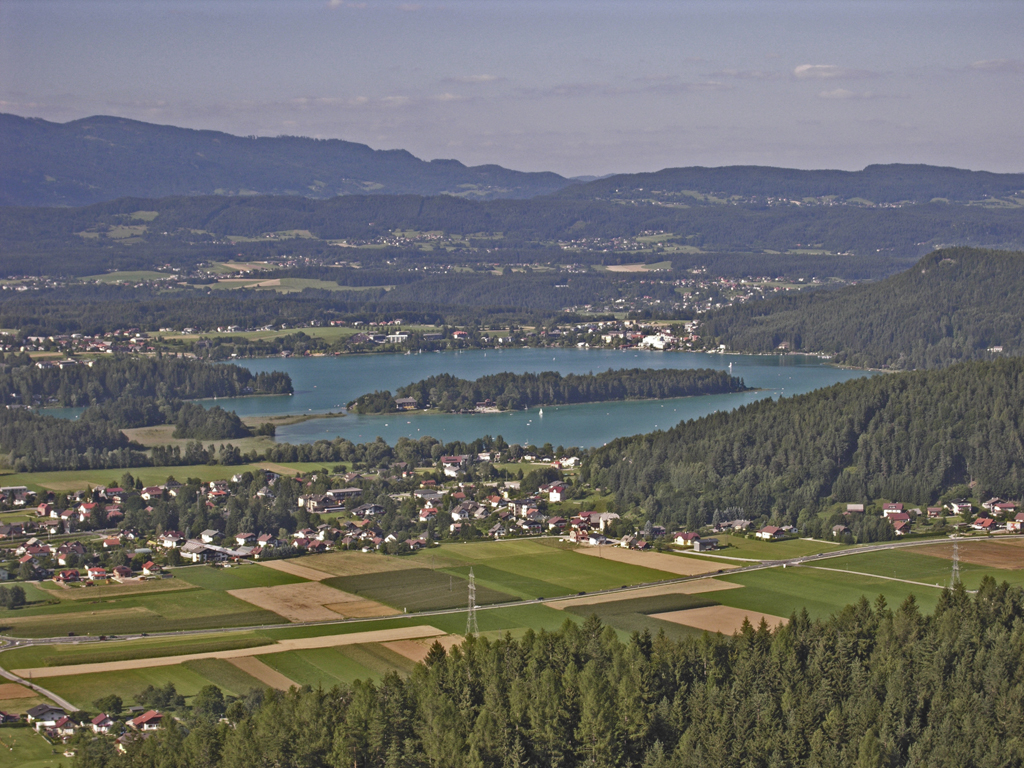
Финкенштайн-ам-Факер-Зе

## Политическая ситуация
Бургомистр коммуны — Вальтер Харниш (СДПА) по результатам выборов 2003 года.
Совет представителей коммуны (нем. Gemeinderat) состоит из 27 мест.
- СДПА занимает 16 мест.
- АПС занимает 5 мест.
- АНП занимает 5 мест.
- Партия Enotna Lista занимает 1 место.